# Évaluation à grande échelle des apprentissages

Dépenses totales et répartition des dépenses totales d'éducation, par groupe de revenu de pays et source de financement

Les évaluations à grande échelle des apprentissages (Large-scale learning assessments, LSLA) sont des épreuves standardisées, organisées au niveau national ou transnational offrent un instantané des acquis d’un groupe d’apprenants lors d’une année donnée et pour un nombre limité de domaines d’apprentissage.
D’abord utilisées pour mesurer les compétences en lecture et en mathématiques, elles ciblent désormais un plus grand nombre de domaines, y compris les compétences numériques, les notions élémentaires en matière d’informatique et d’information, les aptitudes socioaffectives, ou la compréhension des questions et concepts relatifs au civisme et à la citoyenneté.
Le potentiel de ces outils va bien au-delà de l’établissement de rapports. Ils peuvent signaler les domaines dans lesquels des améliorations sont nécessaires et aider à identifier les interventions les plus appropriées, les plus prometteuses et les plus efficaces. Ces évaluations reposent en général sur des échantillons, bien que, ces dernières décennies, un nombre croissant de pays aient opté pour un système fondé sur un recensement. Elles peuvent être centrées sur les écoles ou sur les ménages et être conçues ou non en fonction des programmes d’enseignement ; en général, les résultats ont des conséquences pour les enseignants et les écoles, mais n’en ont que très peu ou pas du tout pour les élèves qui passent les épreuves.

## Contexte
L’évaluation est un élément essentiel de tout processus d’apprentissage. Les pédagogues distinguent fréquemment évaluation pour l’apprentissage et évaluation de l’apprentissage. Entrent dans la première catégorie les évaluations en salle de classe ou formatives sur lesquelles les enseignants se fondent pour adapter leurs méthodes pédagogiques ou pour noter les élèves et les classer au terme d’une certaine période d’instruction. Ces évaluations individuelles sont conçues pour mesurer et contrôler les connaissances, les compétences, les attitudes et les valeurs acquises dans tout un ensemble de matières. Elles comprennent des évaluations diagnostiques servant à repérer les élèves en difficulté et à adapter les activités d’enseignement et d’apprentissage en fonction de leurs besoins. 
Les évaluations de l’apprentissage et les évaluations pour l’apprentissage sont toutes deux des dimensions essentielles des systèmes de mesure des apprentissages. Ces systèmes sont constitués d’un ensemble de politiques, de structures, de pratiques et d’outils visant à générer des données sur les résultats de l’apprentissage. Ils regroupent différents types d’évaluation qui livrent des informations concernant les individus, les établissements ou le système éducatif qui sont utiles aux enseignants, aux élèves, aux planificateurs, aux responsables de l’élaboration des politiques et à d’autres parties prenantes. Ces systèmes peuvent aider les élèves à mieux apprendre, les enseignants à améliorer leurs cours, les planificateurs à décider de l’allocation des ressources et les responsables de l’élaboration des politiques et les gouvernements à corriger les déficiences du système éducatif ou à évaluer les programmes d’enseignement.

## Limites

### Conception limitée de l'apprentissage
De par leur conception, les LSLA se limitent généralement à un petit nombre de domaines d’apprentissage aisés à mesurer et qui se prêtent à des comparaisons entre systèmes ou entre pays. Ces domaines mesurables représentent les « savoir-faire fondamentaux » et/ou connaissances générales de base, comme la lecture et les mathématiques (et parfois les sciences) qui sont considérés comme essentiels pour acquérir d’autres compétences, ainsi que pour progresser dans ces mêmes disciplines et aller plus loin. De ce fait, les LSLA tendent à se désintéresser de diverses dimensions de l’apprentissage qui sont importantes au regard des finalités multiples de l’éducation. Certes, cela n’est peut-être pas foncièrement problématique. Toutefois, dans un contexte dominé par les LSLA, le risque est que nous attachions de la valeur à ce que nous mesurons plutôt que de mesurer les apprentissages auxquels nous attachons de la valeur.
Pourtant, au-delà de l’acquisition des savoir-faire fondamentaux et professionnels, ainsi que des connaissances et compétences générales, l’éducation a aussi pour fonction d’inculquer les valeurs de respect de la vie, de la dignité humaine et de la diversité culturelle qu’exige l’harmonie sociale dans un monde caractérisé par la diversité. Elle fait prendre conscience des choix qui doivent être faits quotidiennement pour vivre une existence saine et épanouie, et contribuer aux fondements sociaux, économiques et environnementaux du développement durable. L’éducation est indissociable des diverses dimensions du développement humain individuel et collectif, à l’égard desquelles elle joue un rôle pertinent. Il faut donc intégrer les multiples finalités sociales, économiques, culturelles, éthiques, environnementales, spirituelles et politiques de l’éducation et trouver le juste équilibre entre elles.

### Compréhension restreinte de la qualité de l'éducation
Les approches traditionnelles utilisées pour mesurer la qualité de l’éducation s’appuyaient sur des indicateurs indirects de l’offre et des intrants correspondant à des facteurs qui influent sur le progrès de l’enseignement et de l’apprentissage, comme le nombre d’élèves par enseignant, le pourcentage d’enseignants ayant reçu une formation ou les dépenses par élève en pourcentage du PIB.
D’autres dimensions de l’apprentissage doivent être prises en considération aussi. Il s’agit notamment des retombées pour la société (par exemple le fait que soient encouragés les comportements propices à un développement social et environnemental durable, la citoyenneté mondiale, le vivre-ensemble et le respect de la diversité) ainsi que l’environnement offert par les écoles et les salles de classe. Ce dernier paramètre comprend le processus d’enseignement-et d’apprentissage, la présence d’enseignants convenablement formés et motivés, ainsi que la rigueur du processus pédagogique, la capacité de l’école d’exercer un vigoureux leadership, la participation de la communauté et le caractère démocratique de la gouvernance, ainsi que des structures et intrants matériels adéquats.
Les LSLA sont nécessaires pour suivre la performance des systèmes éducatifs et améliorer l’apprentissage et l’équité dans les écoles, mais elles pourraient être plus utiles encore si elles étaient considérées en même temps que toute une série d’autres facteurs, scolaires et extrascolaires.
En définitive, les niveaux d’acquisition des connaissances et compétences mesurés par les LSLA sont un paramètre nécessaire, mais non le seul à l’être pour mesurer la qualité de l’éducation. Il est même permis de se demander si l’on peut correctement apprécier la qualité sans prendre en compte ces autres dimensions sociales, économiques et contextuelles.

### Inclusion
Les évaluations doivent être inclusives. Elles doivent être pertinentes pour un nombre aussi grand que possible de membres de la population cible et conçues pour s’adapter efficacement à tous les apprenants. L’échantillon doit donc être constitué d’un ensemble représentatif d’apprenants, dans lequel il n’est pas tenu compte des attributs individuels, notamment le milieu d’origine (socioéconomique ou autre), la situation géographique ou les performances scolaires. De même, ces principes d’équité et d’inclusion doivent s’appliquer, par exemple, à la traduction et à l’adaptation des matériels de test en fonction de différents groupes de population ou à l’intention d’enfants ayant des besoins spéciaux. Les LSLA sont très prometteuses en tant que moyen de promouvoir l’équité. Toutefois, leur conception et leur gestion ne respectent pas toujours l’impératif d’inclusion. Les enfants, jeunes et adultes vulnérables et marginalisés peuvent être exclus au moment de la constitution des échantillons, mais aussi au niveau de la classe ou de l’établissement scolaire – du fait même de la conception ou de la formulation des items. Des efforts croissants sont faits pour prendre en compte la totalité des élèves et mesurer correctement leurs progrès, mais l’entreprise demeure difficile, car les aménagements spéciaux risquent de créer à la fois des incitations perverses et des problèmes de comparabilité.

## Utilisation des évaluations

### Sous-exploitation des données d'évaluation
Les LSLA ne peuvent devenir un moteur du changement et du progrès que si les parties concernées s’appuient sur elles pour agir. Or, divers facteurs font obstacle à un usage efficace pour éclairer les débats sur les grandes orientations et guider l’action politique, notamment l’institutionnalisation limitée des pratiques d’évaluation et l’appropriation insuffisante des financements et de la conception, de la gestion et de la diffusion des données. La mise en œuvre des évaluations nécessitant des ressources considérables, il faut impérativement que les données obtenues soient utilisées, faute de quoi l’exercice est futile ou perçu comme un gaspillage des deniers publics.
Le processus d’évaluation de l’apprentissage aboutit en général à l’établissement d’un rapport qui récapitule les conclusions de l’enquête, et dont le lancement fait parfois l’objet d’un événement spécial, mais l’examen des résultats tend ensuite à s’essouffler. Les gouvernements, les organisations régionales ou internationales et les autres utilisateurs se contentent trop souvent d’expliquer l’état et les tendances de l’éducation, ou ne se font l’écho que d’un ensemble prédéfini d’indicateurs sans chercher à savoir comment utiliser au mieux les conclusions pour améliorer le contexte et le processus qui rendent l’apprentissage possible. Autre obstacle à l’exploitation productive des résultats, les LSLA ne sont pas toujours perçues comme utiles par les enseignants et les éducateurs, de sorte qu’elles n’ont finalement que peu d’impact sur l’enseignement et l’apprentissage. Si la publication d’un rapport est certes nécessaire (car elle suppose la compréhension des résultats et des relations complexes entre l’apprentissage et les variables qui influent sur lui), le simple fait de recueillir des données n’entraîne pas automatiquement une amélioration de l’apprentissage. Lorsque l’évaluation n’est pas utilisée pour susciter un changement, la mesure des résultats de l’apprentissage risque de devenir une fin en soi.

### Surexploitation des données d'évaluation
Accorder une attention ou un crédit excessif aux résultats des évaluations peut détourner des priorités et fausser le comportement de toute une série d’acteurs. Cela se produit dans certaines circonstances et à la faveur d’un certain nombre de processus. Premièrement, l’impact des données d’évaluation sur la formulation des politiques est perdu si les mesures politiques visent uniquement ou principalement à améliorer les chiffres et non à engager des réformes de fond. Deuxièmement, les classements au sein d’un pays et entre pays peuvent créer une dynamique de compétition qui va inciter à adopter erronément des pratiques visant à copier tel ou tel pays plutôt qu’à tirer les leçons de son expérience. Troisièmement, les données d’évaluation peuvent pousser à des analyses de causalité qui risquent d’aboutir à des conclusions mal fondées sur les effets de l’apprentissage. Enfin, l’utilisation des données d’évaluation dans les systèmes de financement axés sur les résultats qui ont de plus en plus la faveur des donateurs présente un risque important – celui d’inspirer des stratégies ayant pour objet exclusif de modifier les résultats des évaluations.
Quels que soient les modes de diffusion choisis par les autorités compétentes, l’influence des LSLA passe aussi par leur impact sur l’opinion et les sentiments du public. Cet impact dépend en grande partie de l’attention que les médias vont accorder à telle ou telle évaluation. Par « médias », il faut entendre ici la presse traditionnelle, imprimée et sur les ondes, et les contenus numériques et interactifs. Une large couverture et un fort écho dans les médias permettent aux LSLA d’influer sur la vision commune de ce qui mérite d’être promu dans l’éducation. De ce fait, c’est le discours dominant tenu dans les évaluations transnationales des apprentissages les plus vastes et les plus largement diffusées, c’est-à-dire les enquêtes PISA, TIMSS et PIRLS, qui décide de ce qui sera considéré comme utile (et financé) dans un système éducatif. Si cela n’a, en soi, rien de problématique, cela risque de conforter le recours excessif aux données d’évaluation, en détournant l’attention d’autre questions pertinentes, et d’alimenter des hypothèses et des affirmations faisant état de liens de causalité erronés.

## Sources
- Cet article est partiellement ou en totalité issu de la page « La promesse de l’évaluation à grande échelle des apprentissages : Reconnaître les limites pour libérer les potentialités » de UNESCO, le texte ayant été placé par l’auteur ou le responsable de publication sous la CC BY-SA 3.0 IGO